# Pronephrium rubicundum
Pronephrium rubicundum är en kärrbräkenväxtart som först beskrevs av Cornelis Rugier Willem Karel van Alderwerelt van Rosenburgh, och fick sitt nu gällande namn av Holtt. Pronephrium rubicundum ingår i släktet Pronephrium och familjen Thelypteridaceae. Inga underarter finns listade.